# Riarrangiamento di Cope
Il riarrangiamento di Cope, noto anche come trasposizione di Cope, è una trasposizione sigmatropica [3,3] caratteristica dei 1,5-dieni che per riscaldamento tendono a formare un isomero. La reazione, che prende il nome dal chimico statunitense Arthur Clay Cope che la descrisse nel 1940, trova ampio utilizzo nella sintesi organica.
La flussionalità del bullvalene, semibullvalene, bullvaloni, barbaralano e composti similari è dovuta a riarrangiamenti di Cope degeneri.
Il riarrangiamento di Cope non va confuso con la reazione di Cope, reazione di eliminazione data dagli N-ossidi.

## Descrizione
Riscaldando, ad esempio, a 300 °C il 3-metil-1,5-esadiene è possibile ottenere l'1,5-eptadiene:
Se il diene presenta una simmetria in posizione 3,4, il risultato della reazione corrisponde alla molecola iniziale, senza produrre alcuna variazione osservabile:
Questa trasposizione viene definita degenere e origina quella che viene detta tautomeria di valenza, conferendo un carattere flussionale alle strutture molecolari, dimostrabile tramite la spettroscopia NMR.
Ogni 1,5-diene è in grado di dare il riarrangiamento di Cope, ma il processo risulta favorito dalla presenza di sostituenti legati in posizione 3 o 4. La reazione avviene anche con i dieni ciclici, purché non si sia in presenza di sistemi aromatici.

## Meccanismo
Generalmente il meccanismo di reazione procede attraverso un processo periciclico a sei centri:
Lo stato di transizione può assumere una conformazione "a sedia" oppure "a barca", e la diversa conformazione assunta influenza l'isomeria geometrica del prodotto finale.
Non tutti i riarrangiamenti di Cope seguono il meccanismo appena descritto. Un meccanismo alternativo implica la formazione di un intermedio biradicalico senza che si abbia uno stato di transizione ciclico.

## Varianti
Esistono diverse varianti del classico riarrangiamento di Cope, tra le quali spiccano l'oxo-Cope e l'aza-Cope. Un esempio del primo caso è rappresentato dalla reazione seguente:
La tautomeria cheto-enolica favorisce all'equilibrio la formazione dell'aldeide (o, eventualmente, della forma chetonica).
L'aza-riarrangiamento costituisce una delle tappe della sintesi totale della stricnina: